# Filialkirche Nußberg (Moosburg)

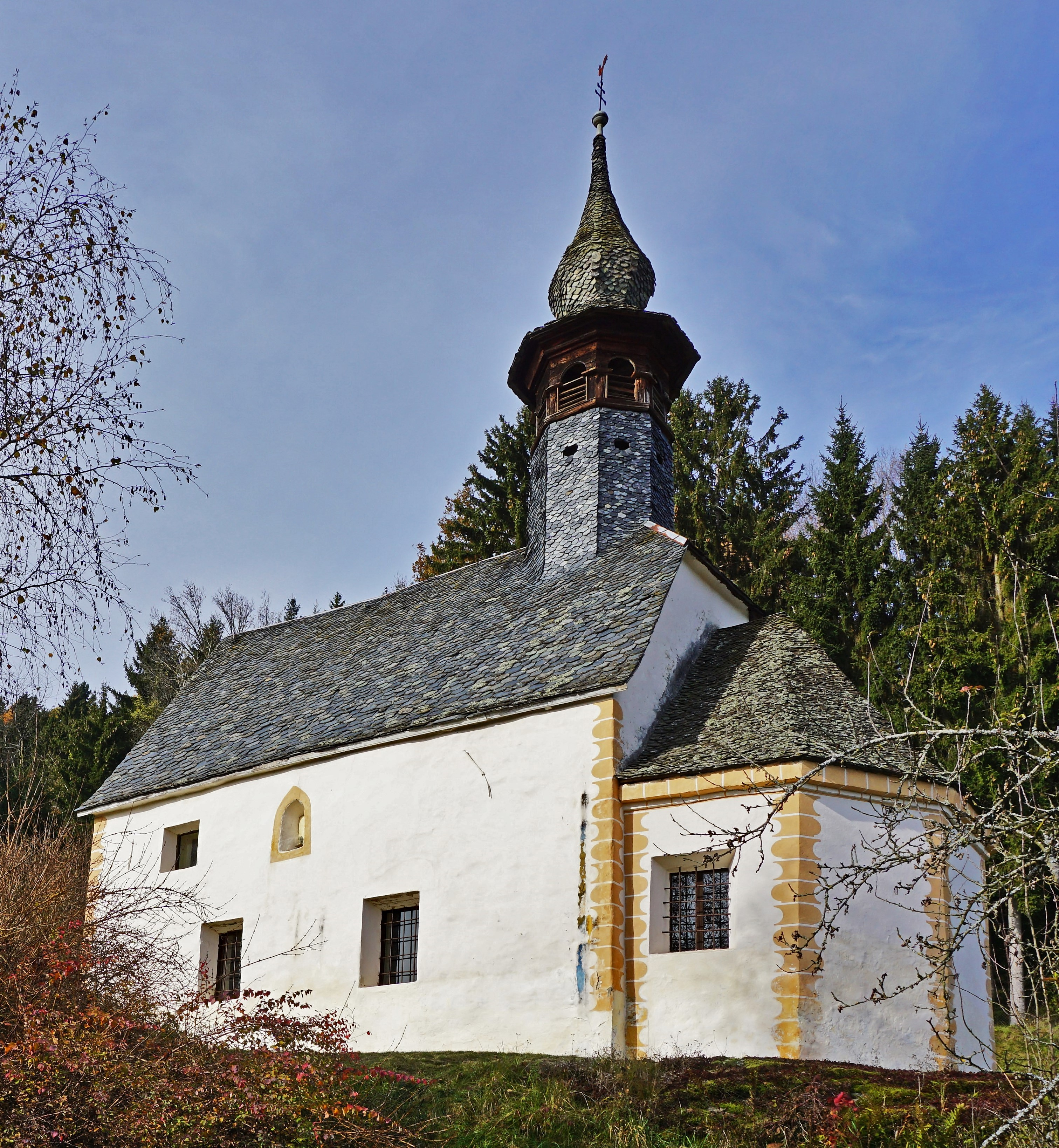
Filialkirche Nußberg

Die kleine römisch-katholische Filialkirche Nußberg steht am Südabfall des Freudenbergs in der Ortschaft Nußberg der Gemeinde Moosburg im Bezirk Klagenfurt-Land. Sie ist eine Filialkirche der Pfarre Tigring und dem hl. Rupert geweiht. Sie steht unter Denkmalschutz.

## Geschichte
Der Sakralbau wird erstmals 1616 erwähnt. 1996 erfolgte eine Innenrestaurierung.

## Bauwerk

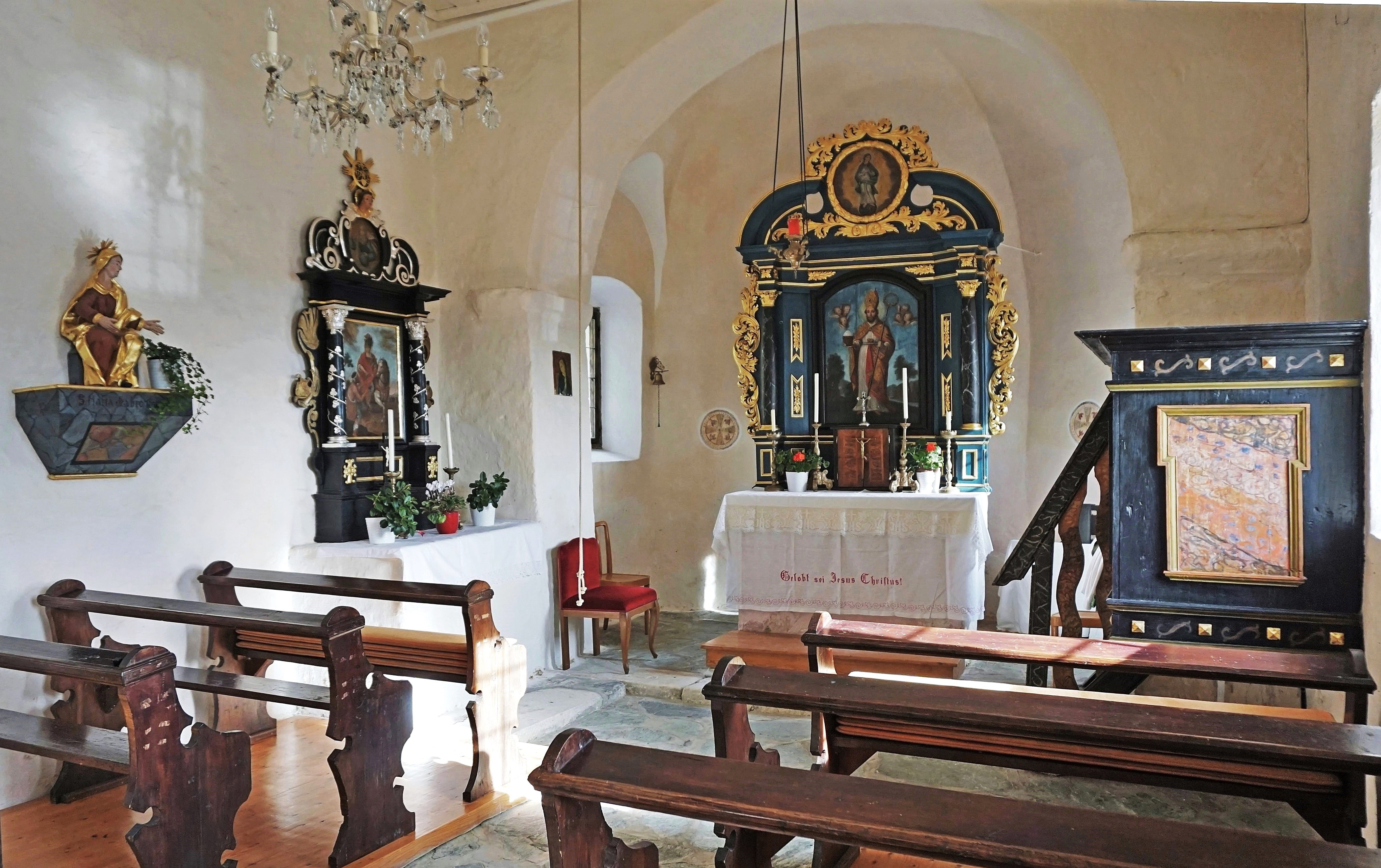
Innenansicht

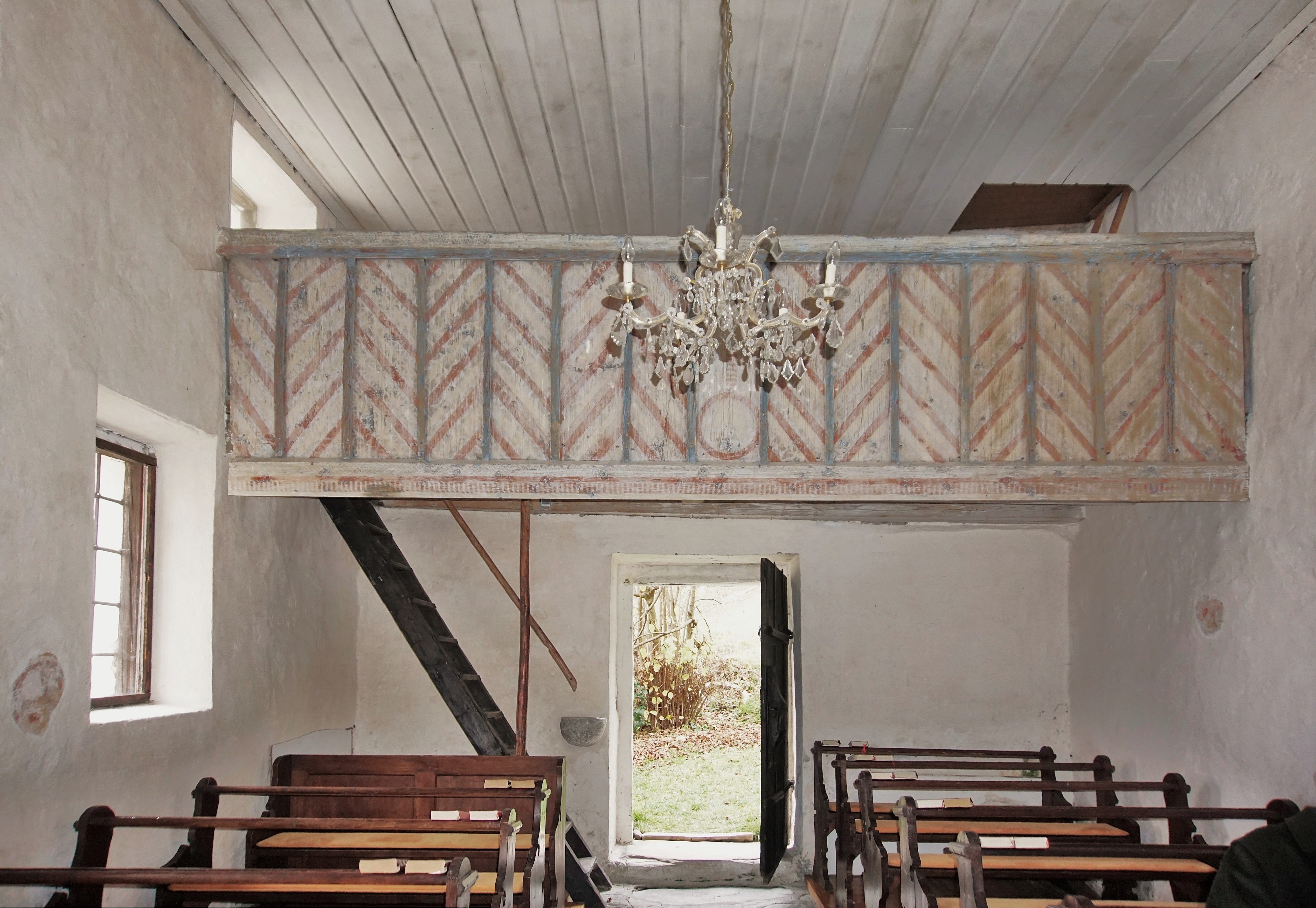
Die Empore

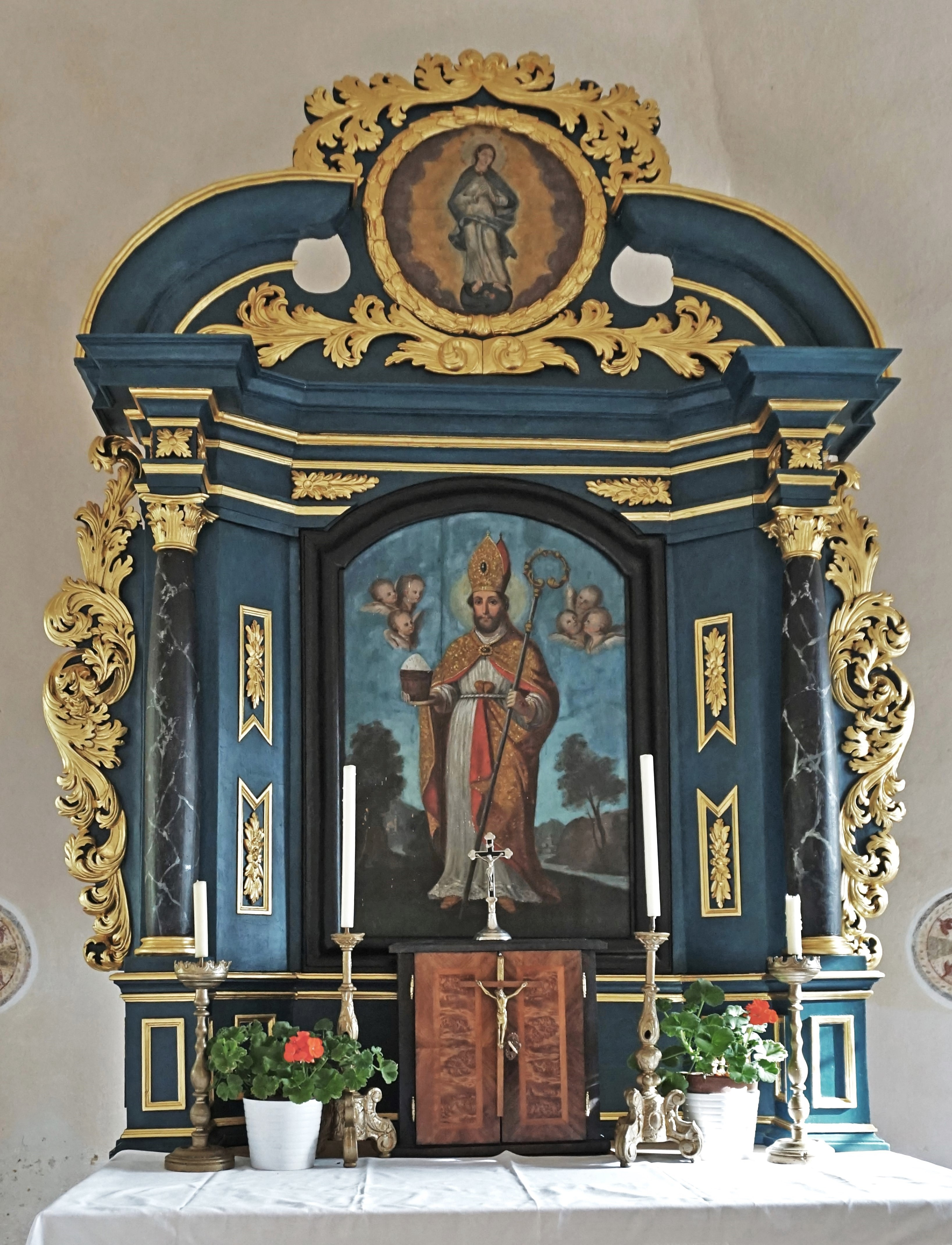
Der Hochaltar

Das Langhaus ist romanischen Ursprungs, die Apsis im Osten gotisch mit 5/8-Schluss. Der östliche achtseitige Dachreiter trägt einen Zwiebelhelm. Die Spitze wird von einer Turmkugel mit doppelarmigem Kreuz und Wetterhahn gebildet. Alle Gebäudeteile sind steinplattlgedeckt. Ein kleines gotisches Fenster sieht man an der Süd-Wand, die übrigen Fenster wurden später verändert. Nord- und Westwand des Langhauses sind fensterlos. Gotische Türbeschläge zieren das Eingangstor. An der West-Fassade ist neben dem Portal eine römerzeitliche Grabinschrift für Albinus, Sohn des Secundus eingemauert. Das Langhaus hat innen eine flache, weiß gestrichene Holzdecke, im Westen steht eine schlichte hölzerne Empore.

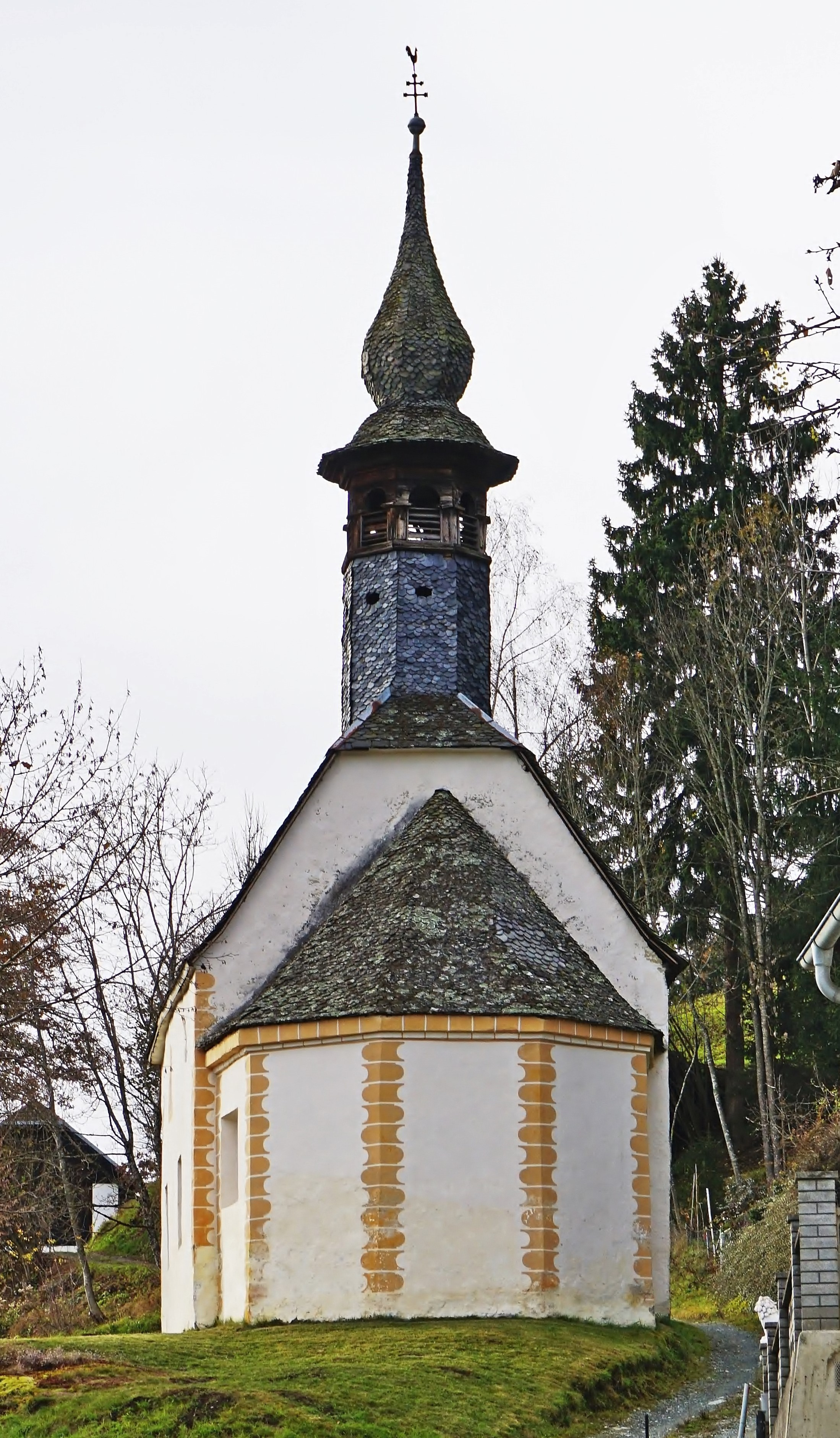
Ostansicht mit Apsis
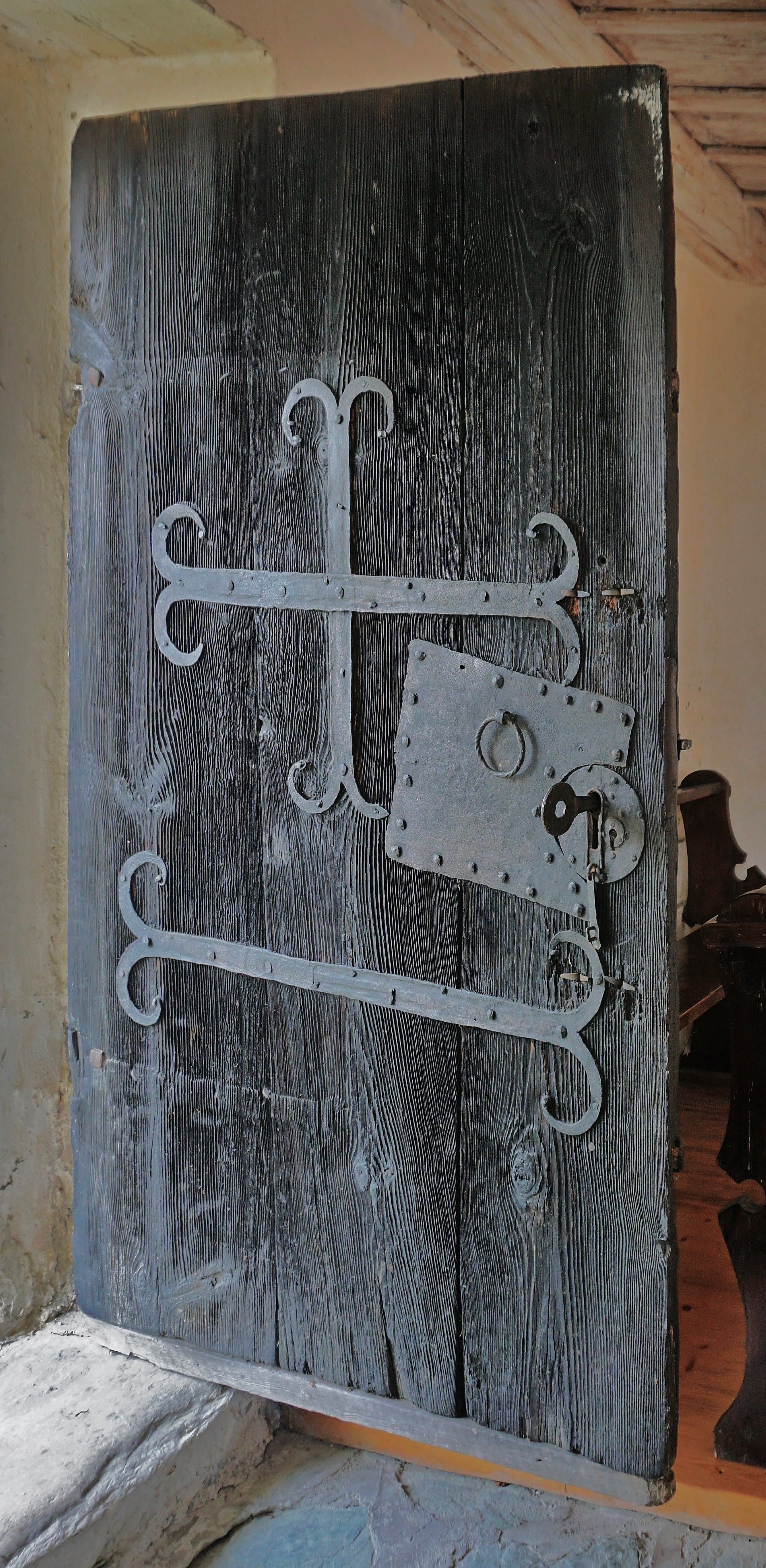
Eisenbeschlagene Tür
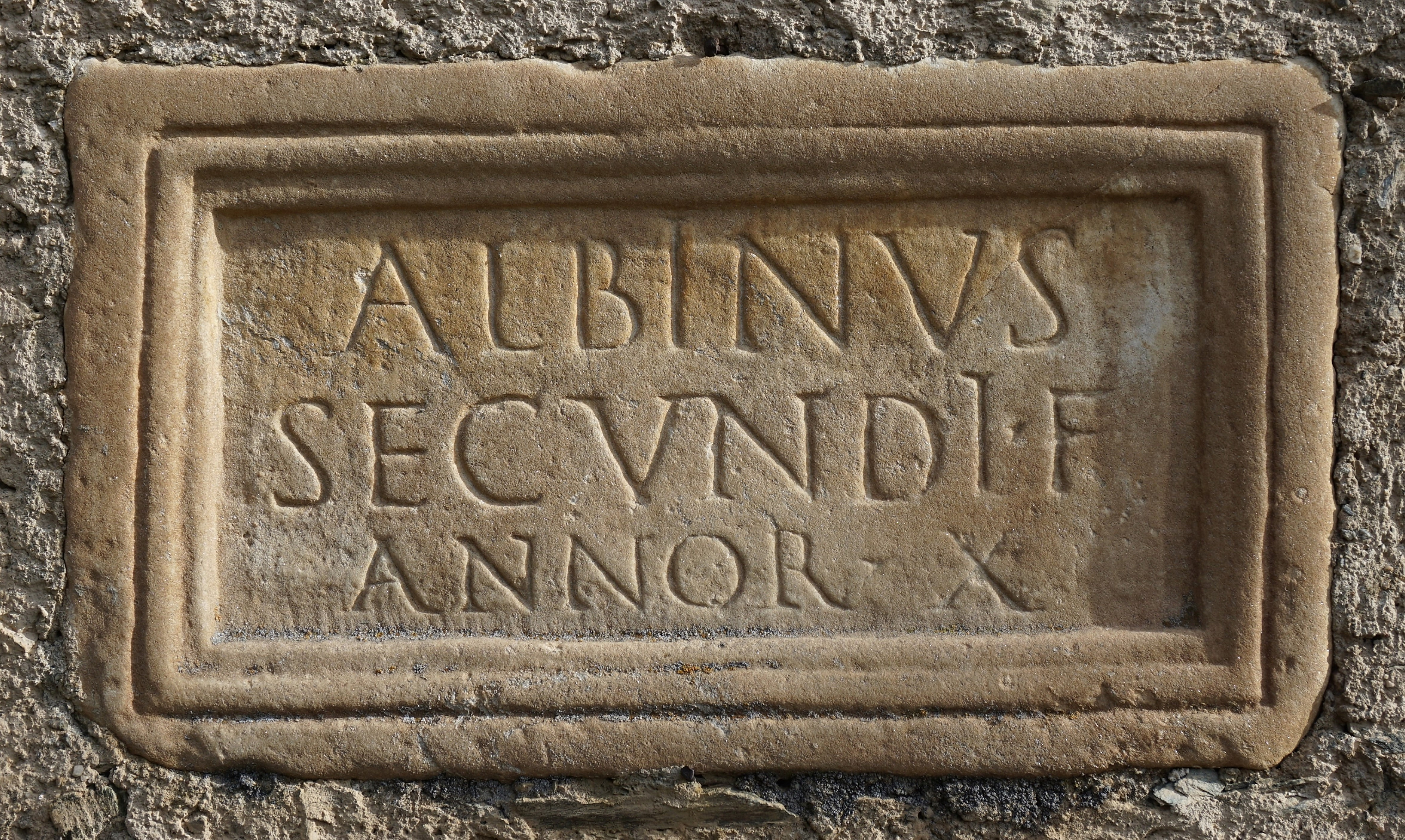
Römerstein in der Westfassade

## Einrichtung
Der Hochaltar ist ein spätbarocker Ädikula-Altar. Sein Bild zeigt den hl. Rupert mit Salzfass. Im gesprengten Segmentgiebel ist zwischen Knorpelwerkdekor ein Medaillonbild mit einer Maria Immaculata zu sehen.
Das Bild des barocken Seitenaltars an der Nordwand zeigt den hl. Martin den Mantel mit dem Schwert für einen Bettler teilend. Im Aufsatzbild ist Gottvater dargestellt. Den Abschluss nach oben bildet ein Christus- und Marien-Monogramm im Strahlenkranz.
Der rechteckige Korb der Hängekanzel (um 1700) ist in den Feldern farblich gestaltet. An der Nordwand ist eine sitzende Madonna als Konsolfigur angebracht.

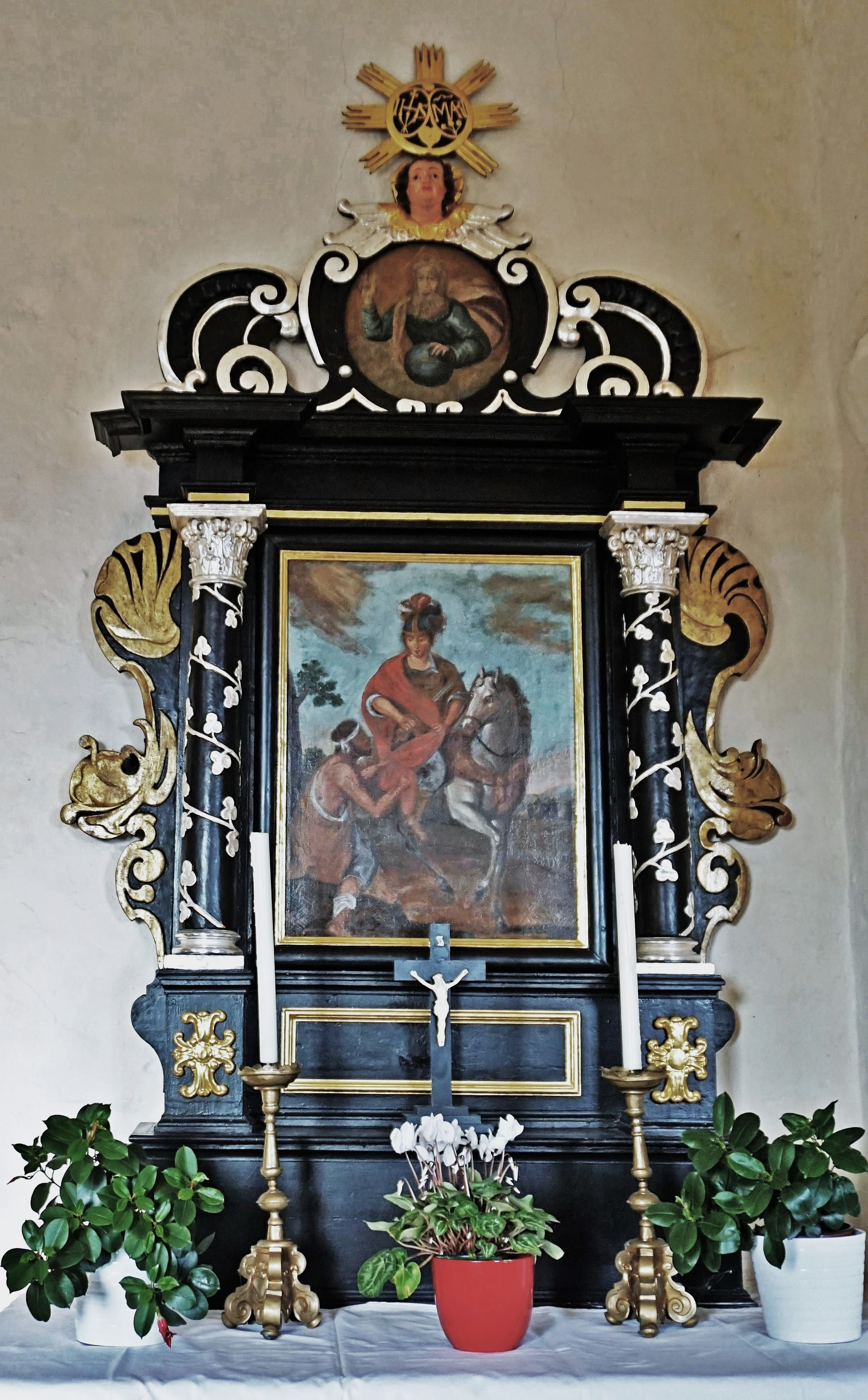
Der Martinsaltar
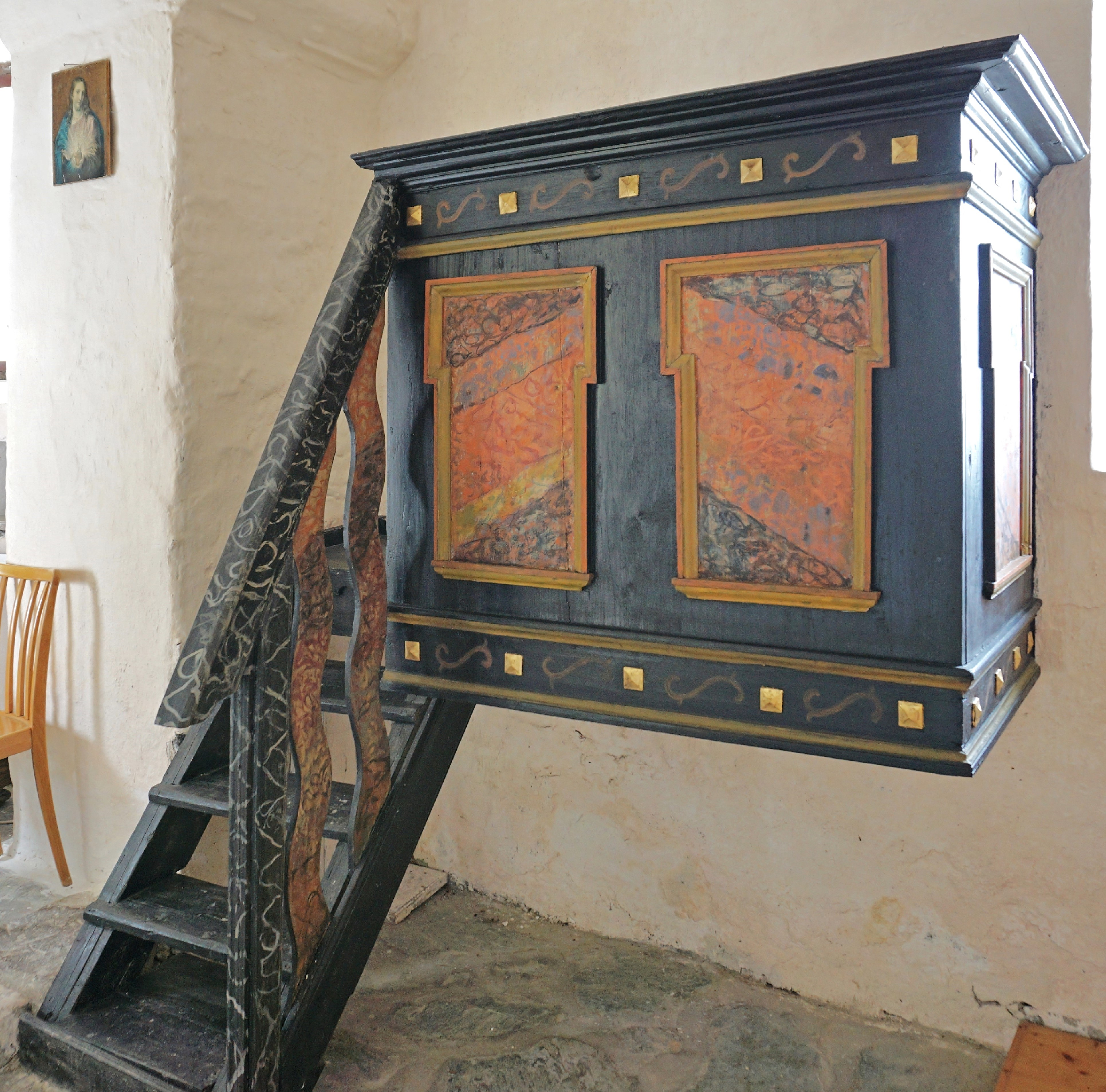
Die Kanzel
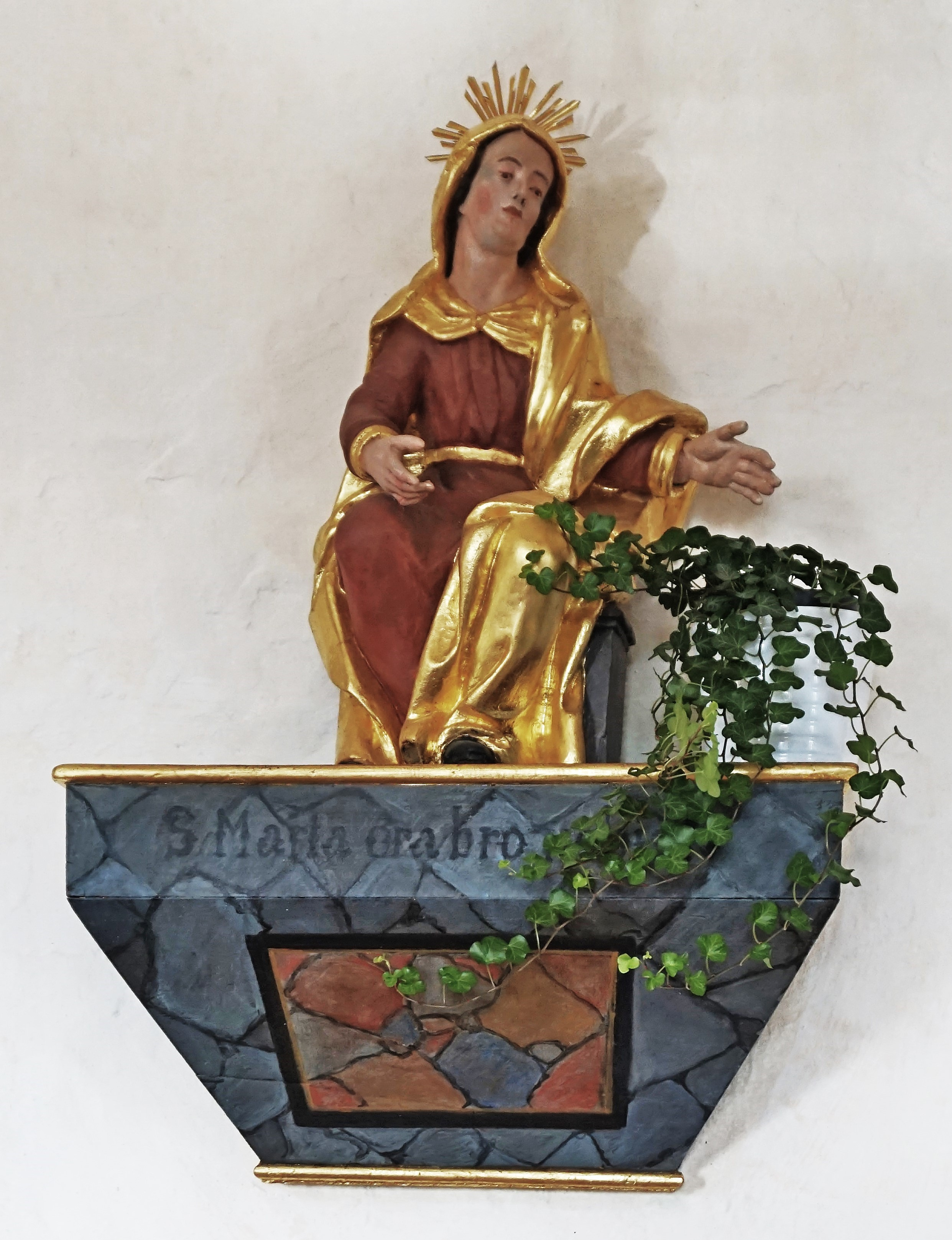
Konsolfigur einer sitzenden Madonna

## Veranstaltungen
Alljährlich findet anlässlich des Namenstages des hl. Martin vor der Kirche nach der Messe eine Versteigerung von Lebendvieh zugunsten der Kirchenrestaurierung statt.